# 憂鬱藍調合唱團
憂鬱藍調合唱團（英語：The Moody Blues）是1964年在英格蘭伯明罕成立的英國搖滾樂團，他們最初以節奏藍調音樂為主，但自從1967年的第二張專輯《Days of Future Passed》開始融合了搖滾和古典音樂，使憂鬱藍調合唱團成為藝術搖滾和前衛搖滾發展的先驅之一。該專輯被認為是「里程碑」和「最成功的概念專輯之一」。 
樂團最為人所知的單曲包括〈Go Now〉、〈Nights in White Satin〉、〈Tuesday Afternoon〉、〈Question〉和〈Your Wildest Dreams〉。憂鬱藍調合唱團共獲得了18張白金與金唱片的成績，並在全球賣出7千萬份專輯。2018年，樂團被引入搖滾名人堂。

## 成員
- 賈斯汀·海沃德（英语：Justin Hayward） – 吉他、歌手 (1966–2018)
- 約翰·洛奇（英语：John Lodge (musician)） – 貝斯、吉他、歌手 (1966–2018)
- 格雷姆·埃奇（英语：Graeme Edge） – 爵士鼓、打擊樂器、歌手 (1964–2018；2021年去世)
- 雷·湯瑪士（英语：Ray Thomas） – 歌手、長笛、打擊樂器、口琴 (1964–2002；2018年去世)
- 麥克·平德（英语：Mike Pinder） – 鍵盤、歌手 (1964–1978；2024年去世)
- 丹尼·萊恩（英语：Denny Laine） – 吉他、歌手 (1964–1966；2023年去世)
- 克林特·瓦維克（英语：Clint Warwick） –  貝斯、歌手 (1968–1972；2004年去世)
- 羅德尼·克拉克 – 貝斯、歌手 (1964–1966)
- 派屈克·馬爾艾斯（英语：Patrick Moraz） – 鍵盤 (1978–1990)

## 作品列表

### 錄音室專輯
| - 《The Magnificent Moodies》（1965年7月23日） - 《Days of Future Passed》（1967年10月11日） - 《In Search of the Lost Chord》（1968年7月26日） - 《On the Threshold of a Dream》（1969年4月25日） - 《To Our Children's Children's Children》（1969年11月21日） - 《A Question of Balance》（1970年8月7日） - 《Every Good Boy Deserves Favour》（1971年7月23日） - 《Seventh Sojourn》（1972年10月23日） - 《Octave》（1978年6月9日） - 《Long Distance Voyager》（1981年2月15日） - 《The Present》（1983年8月28日） - 《The Other Side of Life》（1986年4月9日） - 《Sur la Mer》（1988年6月6日） - 《Keys of the Kingdom》（1991年6月25日） - 《Strange Times》（1999年8月17日） - 《December》（2003年10月28日） - 《Caught Live + 5》（1977年4月30日） - 《A Night at Red Rocks with the Colorado Symphony Orchestra》（1993年5月9日） - 《Hall of Fame》（2000年8月8日） - 《Lovely to See You: Live》（2005年11月15日） - 《Live at the BBC: 1967–1970》（2007年3月26日） - 《Live at the Isle of Wight Festival 1970》（2008年7月6日） - 《The Story of The Moody Blues: Legend of a Band》（1990年） - 《A Night at Red Rocks with the Colorado Symphony Orchestra》（1993年3月16日） - 《Hall of Fame – Live at the Royal Albert Hall》（2000年11月14日） | - 《This Is The Moody Blues》（1974年10月8日） - 《The Great Moody Blues》（1978年） - 《Out of This World》（1979年10月22日） - 《Eternity in an Hour: A Collection of the Best of The Moody Blues》（1981年） - 《Voices in the Sky: The Best of The Moody Blues》（1984年11月21日） - 《Prelude》（1987年10月26日） - 《Greatest Hits》（1989年11月21日） - 《The Story of the Moody Blues – Legend of a Band》（1990年11月21日） - 《Time Traveller》（1994年9月27日） - 《True Story》（1996年） - 《The Very Best of The Moody Blues》（1996年9月23日） - 《The Best of The Moody Blues》（1997年1月28日） - 《Anthology》（1998年10月20日） - 《Classic Moody Blues: The Universal Masters Collection》（1999年12月27日） - 《The Best of The Moody Blues: 20th Century Masters – The Millennium Collection》（2000年5月7日） - 《The Singles+》（2001年2月6日） - 《Say It with Love》（2003年1月14日） - 《Ballads》（2003年12月30日） - 《Gold》（2005年3月1日） - 《An Introduction to The Moody Blues》（2006年8月29日） - 《Collected》（2007年2月27日） - 《Playlist Plus》（2008年4月29日） - 《Icon》（2011年8月11日） - 《Timeless Flight》（2013年6月3日） |

## 外部鏈結
- 官方网站